# Fokker V.7
Fokker V.7 là một mẫu thử máy bay tiêm kích ba tầng cánh của Đức quốc xã trong Chiến tranh thế giới I, đây là một nỗ lực nhằm cải tiến hơn nữa loại máy bay Dr.I nhờ sử dụng động cơ thử nghiệm Siemens-Halske Sh.III.